# Pycnoderma bambusinum
Pycnoderma bambusinum är en svampart som beskrevs av Syd. & P. Syd. 1914. Pycnoderma bambusinum ingår i släktet Pycnoderma och familjen Cookellaceae.   Inga underarter finns listade i Catalogue of Life.